# M.2

L'estàndard M.2, anteriorment conegut com a NGFF (per les sigles en anglès Next Generation Form Factor o factor de forma de nova generació), és una especificació per a l'ampliació amb targetes d'expansió interna d'ordinadors i els seus connectors associats. Substitueix a l'estàndard mSATA, que utilitza la ranura física PCI Express Mini Card i les seves connexions.
Les especificacions de M.2 són més flexibles, fet que permet diferents longituds i amples de mòduls, així com, unit a la disponibilitat d'interfícies més avançades, fan a l'estàndard M.2 més idoni que el mSATA per als discos durs d'estat sòlid en general i per al seu ús en dispositius més petits com ultrabooks o tablet en particular.

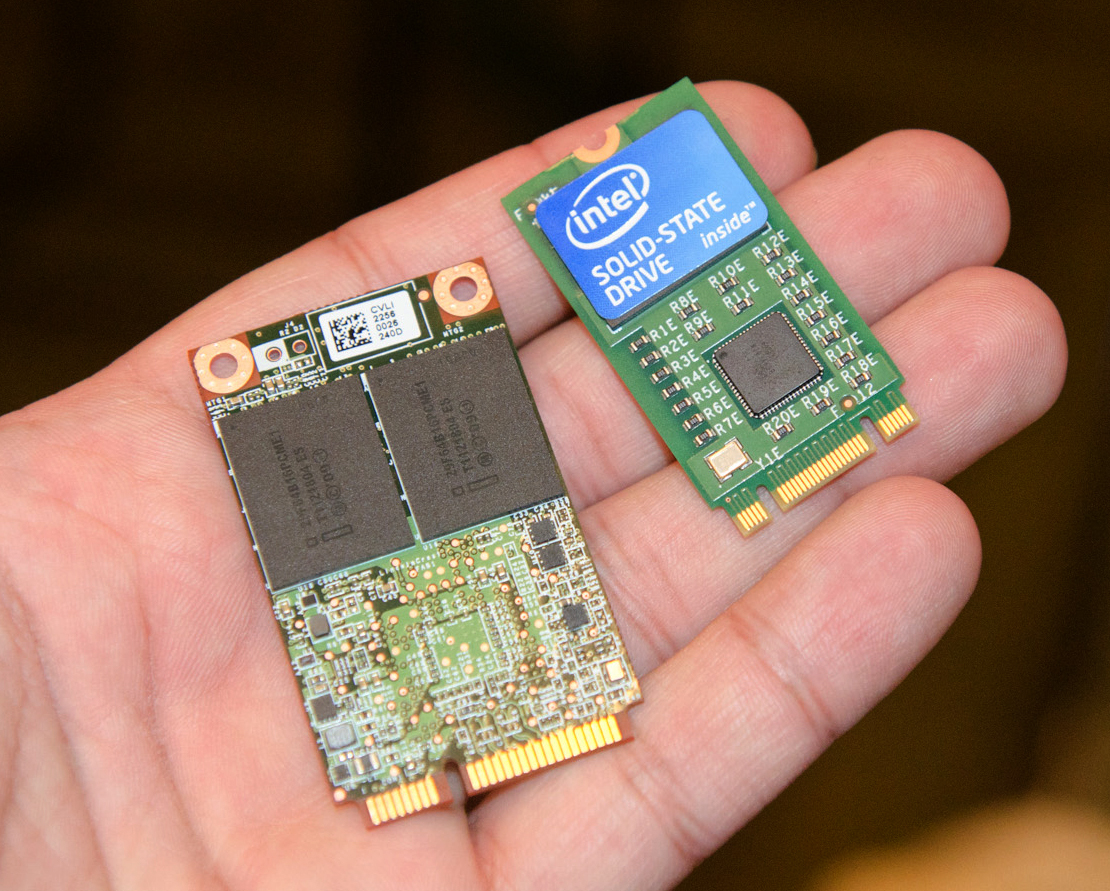
Comparació d'un SSD tipus mSATA a l'esquerra amb u M.2, 2242 SSD

## Descripció
La interfície del bus de dades que està darrere del connector M.2 és una PCI Express 3.0 (amb suport de fins a quatre ranures PCI Express), Serial ATA 3.0, i USB 3.0 (un port lògic individual per cadascun dels dos últims). Està a la mercè del fabricant del dispositiu o del port M.2 triar quines interfícies es suportaran, depenent del nivell desitjat tant de dispositiu com de receptor. El connector M.2 pot presentar diferents osques característiques que denoten tant diferents capacitats com diferents propòsits, evitant així l'ús de mòduls M.2 en dispositius incompatibles.
A part d'acceptar l'herència de la interfície de controlador host avançada (AHCI) a nivell d'interfície lògica, l'especificació M.2 també suporta NVM Express (NVMe) com a interfície del dispositiu lògic de M.2 PCI Express per SSD. En assegurar la retrocompatibilitat de l'AHCI a nivell de programari amb l'herència de dispositius SATA i sistemes operatius, NVM Express es va dissenyar per aprofitar totalment la velocitat d'emmagatzematge dels dispositius PCI Express amb possibilitat d'admetre moltes operacions I/O en paral·lel.:14